# Свети Никола (Майнц)
„Свети Наум Охридски“ (на македонска литературна норма: „Свети Никола“, на немски: Hl. Nikolaus) е православен храм в Майнц, Германия, част от Европейската епархия на Македонската православна църква – Охридска архиепископия.

## История
Идеята за създаване на църквата се появява сред македонски гастарбайтери в 1989 година и е създадена първото настоятелство. В 1991 църковната община е регистрирана и на следната година е домакин на първото заседание на македонските църковни общини в Европа. Вследствие в Майнц е създадена новата Европейска епархия начело с митрополит Горазд Европейски. В 2005 година председател на общината става Мирче Филиповски. В 2007 година тя купува място за градеж на храм и на 26 септември 2009 година е поставен основният камък. Градежът започва през април 2010 година и завършва през есента на 2014 година, а в 2015 година новата църква е осветена. В архитектурно отношение е кръстокуполен храм със също кръстокуполен притвор на запад.